# نمایش سگ وستمینستر کنل کلاب

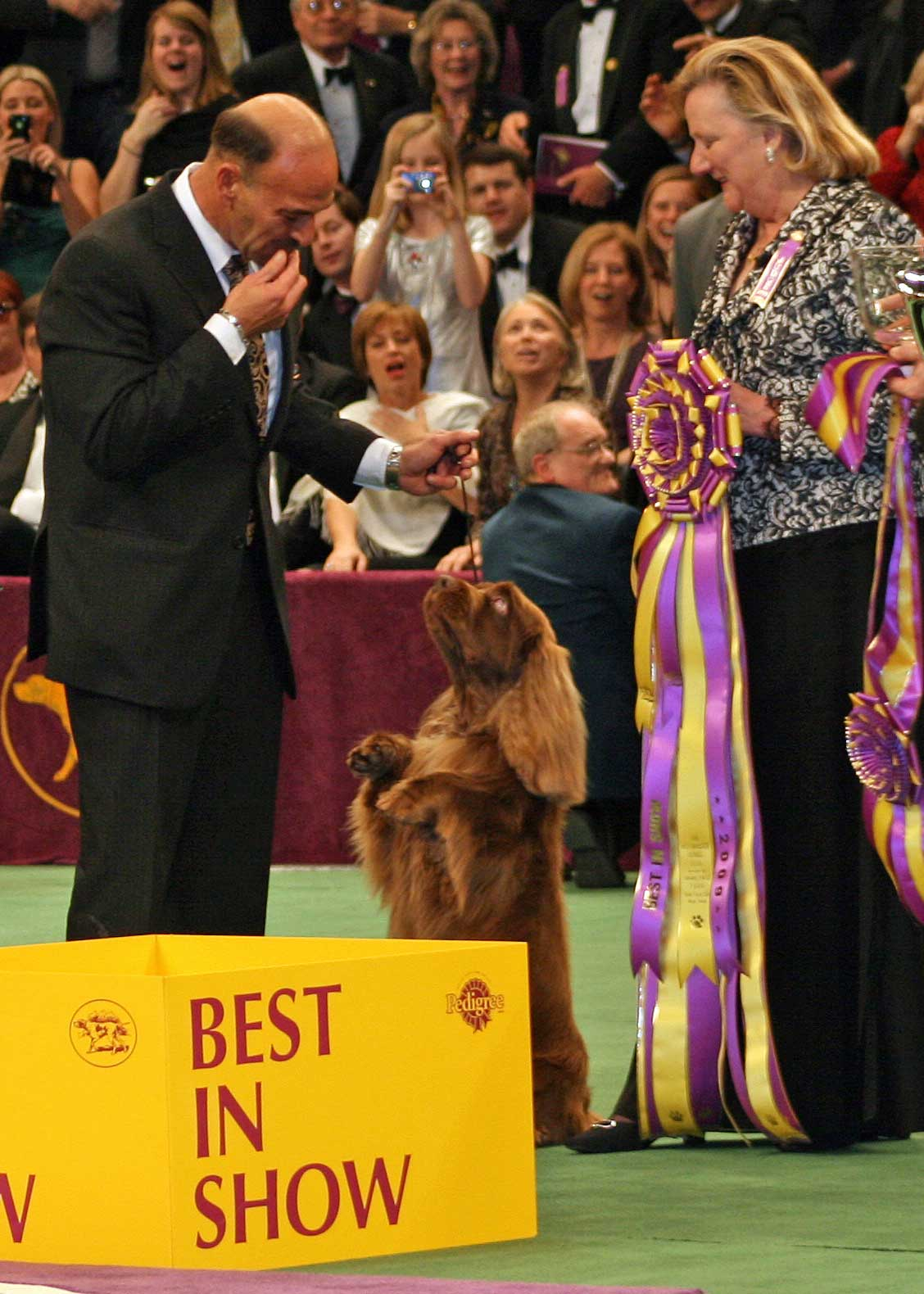

نمایشِ سگِ وستمینستر کِنِل کلاب (به انگلیسی: Westminster Kennel Club Dog Show) یک همایش سالیانه است که در مدیسون اسکویر گاردن نیویورک برگزار می‌گردد.
این همایش که در ۱۸۷۷ تأسیس گردید، معتبرترین مسابقات نمایش سگ در آمریکا می‌باشد.
در این همایش ۲ روزه، ۲۵۰۰ سگ از ۱۵۰ نژاد متفاوت از سرتاسر جهان گردهم می‌آیند تا برترین سگهای هر نژاد را انتخاب کنند. این نمایش با مسابقات تک نژادی که سالیانه توسط سازمان‌هایی مانند EuDDC که مسابقات جهانی تک نژادی گریت دین را برگزار می‌کند، متفاوت است.